# Vicky il vichingo (serie animata 2013)
Vicky il vichingo (Vic the Viking) è una serie televisiva d'animazione franco-australiana, trasmessa su Network Ten dal 6 luglio 2013 e in seguito su Eleven dal 9 novembre al 28 dicembre e basata sull'omonima serie anime nel 1974.

## Doppiaggio
| Personaggio       | Doppiatore originale | Doppiatore italiano |
| ----------------- | -------------------- | ------------------- |
| Vicky             | Kirstie Hutton       | Federico Bebi       |
| Halvar            | Peter Callan         | Massimo Milazzo     |
| Ylva              | Jane Ubrien          |                     |
| Ylvi              | Kirstie Hutton       | Monica Volpe        |
| Tjure             | Paul Davies          | Luca Graziani       |
| Snorre            | David Callan         | Massimo Triggiani   |
| Faxe              | Cam Ralph            | Mauro Gravina       |
| Gorm              | David Callan         | Riccardo Scarafoni  |
| Ulme              | Cam Ralph            |                     |
| Urobe             | Paul Davies          | Dante Biagioni      |
| Gilby             | Jane Ubrien          |                     |
| Sven il terribile | Paul Davies          |                     |
| Fox               | Cam Ralph            | Manfredi Aliquò     |

## Episodi
La serie è comporta da 78 episodi. In Italia è iniziata il 10 dicembre 2013 su Rai 2 e si è fermata il 24 febbraio 2014; la serie è proseguita dopo sette mesi su Rai YoYo dal 24 settembre fino al 6 ottobre. La numerazione degli episodi coincide con quella fornita da Rai Gulp.
| N° | Titolo                                        | Titolo originale                           | Prima TV Australia | Prima TV Italia   |
| -- | --------------------------------------------- | ------------------------------------------ | ------------------ | ----------------- |
| 1  | Il punto più alto                             | The Highest Viking                         | 18 luglio 2013     | 10 dicembre 2013  |
| 2  | Il tuono di Thor                              | Thor's Thunder                             | 4 luglio 2013      | 11 dicembre 2013  |
| 3  | Un orribile mostro                            | The Magic Lantern                          | 11 luglio 2013     | 12 dicembre 2013  |
| 4  | Mulino ad acqua                               | Grist for the Mill                         | 11 luglio 2013     | 13 dicembre 2013  |
| 5  | Un tesoro dal cielo                           | Shooting Star                              | 18 luglio 2013     | 16 dicembre 2013  |
| 6  | Nella tana dell'orso                          | Almost Treasure Island                     | 4 luglio 2013      | 17 dicembre 2013  |
| 7  | Una fanciulla in pericolo                     | Knock on Wood                              | 27 luglio 2013     | 18 dicembre 2013  |
| 8  | Il mostro                                     | The Monster                                | 3 agosto 2013      | 19 dicembre 2013  |
| 9  | La regina del vento                           | A Wind That'll Tear the Horns Off a Viking | 27 luglio 2013     | 20 dicembre 2013  |
| 10 | Attenti al lupo                               | Beware of the Wolf                         | 10 agosto 2013     | 23 dicembre 2013  |
| 11 | I salsicciotti di re Alrik                    | Dagda's Cauldron                           | 10 agosto 2013     | 24 dicembre 2013  |
| 12 | L'ordalia                                     | Trials of Halvar                           | 3 agosto 2013      | 7 gennaio 2014    |
| 13 | Il cambio-forma                               | Shape Shifting                             | 17 agosto 2013     | 8 gennaio 2014    |
| 14 | Tutta una questione di barbe                  | Judgement of Thor                          | 17 agosto 2013     | 9 gennaio 2014    |
| 15 | La moneta portafortuna                        | Good Luck Charm                            | 24 agosto 2013     | 14 gennaio 2014   |
| 16 | Amico balenottero                             | Faxe and the Whale                         | 31 agosto 2013     | 15 gennaio 2014   |
| 17 | Un nuovo guerriero                            | Son of Tjure                               | 24 agosto 2013     | 16 gennaio 2014   |
| 18 | Il passerotto d'oro                           | Shallow Waters                             | 31 agosto 2013     | 21 gennaio 2014   |
| 19 | Un vichingo tutto lindo                       | Snorre Soaps Up                            | 7 settembre 2013   | 22 gennaio 2014   |
| 20 | Rapimento pirata                              | Taken                                      | 7 settembre 2013   | 23 gennaio 2014   |
| 21 | Il capitano Ylva                              | Ylva in Charge                             | 14 settembre 2013  | 28 gennaio 2014   |
| 22 | Il nuovo druido                               | Stardust                                   | 14 settembre 2013  | 24 febbraio 2014  |
| 23 | Pirati dal cuore tenero                       | Free Ylvi                                  | 21 settembre 2013  | 30 gennaio 2014   |
| 24 | Lo gnomo dispettoso                           | The Tunnel                                 | 21 settembre 2013  | 4 febbraio 2014   |
| 25 | Capitan Gilby                                 | Captain Gilby                              | 28 settembre 2013  | 21 febbraio 2014  |
| 26 | Terra d'Andalusia                             | Andalusia                                  | 28 settembre 2013  | 5 febbraio 2014   |
| 27 | Ylva cuoca di corte                           | The Invisible Treasure                     | 5 ottobre 2013     | 19 febbraio 2014  |
| 28 | Danesi contro vichinghi                       | The Canal                                  | 5 ottobre 2013     | 20 febbraio 2014  |
| 29 | Amici puzzolenti                              | Stink Bugs Attack                          | 12 ottobre 2013    | 6 febbraio 2014   |
| 30 | Un vero Vichingo                              | A True Viking                              | 12 ottobre 2013    | 11 febbraio 2014  |
| 31 | Il gabbiano di Gorm                           | Gorm's Seagull                             | 17 ottobre 2013    | 12 febbraio 2014  |
| 32 | Insostituibile Vicky                          | Chicken Pox                                | 17 ottobre 2013    | 29 gennaio 2014   |
| 33 | La danza della vittoria                       | Victory Dance                              | 24 ottobre 2013    | 13 febbraio 2014  |
| 34 | Arare o depredare?                            | The Forgotten Treasure                     | 24 ottobre 2013    | 14 febbraio 2014  |
| 35 | Il martello nella roccia                      | The Hammer in the Stone                    | 2 novembre 2013    | 17 febbraio 2014  |
| 36 | La caverna delle parole congelate             | The Cavern of Frozen Words                 | 2 novembre 2013    | 18 febbraio 2014  |
| 37 | Faxe e il mal di pancia                       | The Druid Needs a Ride                     | 9 novembre 2013    | 24 settembre 2014 |
| 38 | Regata frizzante                              | The Sparkling Race                         | 9 novembre 2013    | 24 settembre 2014 |
| 39 | Il canto della sirena                         | Siren Song                                 | 16 novembre 2013   | 24 settembre 2014 |
| 40 | Naufraghi                                     | Castaways                                  | 16 novembre 2013   | 24 settembre 2014 |
| 41 | Balla col lupo                                | Dance with the Wolf                        | 12 marzo 2014      | 25 settembre 2014 |
| 42 | L'isola dei sogni                             | Silent Night                               | 13 marzo 2014      | 25 settembre 2014 |
| 43 | Il canto di Ulme                              | Bear Up                                    | 19 marzo 2014      | 25 settembre 2014 |
| 44 | Dolce attesa                                  | The Thief Among Us                         | 26 marzo 2014      | 25 settembre 2014 |
| 45 | Il bardo rapito                               | He's My Son                                | 5 marzo 2014       | 26 settembre 2014 |
| 46 | Re Snorre                                     | Trojan Snorre                              | 26 marzo 2014      | 26 settembre 2014 |
| 47 | Vacanze stressanti                            | Resort Island                              | 2 aprile 2014      | 26 settembre 2014 |
| 48 | La guerra delle bacche                        | War of the Berries                         | 10 febbraio 2014   | 26 settembre 2014 |
| 49 | La capra di Natale                            | The Julbock                                | 9 aprile 2014      | 28 settembre 2014 |
| 50 | Notti arabe                                   | Arabian Nights                             | 9 aprile 2014      | 28 settembre 2014 |
| 51 | Uomini di casa                                | Trouble in Flake                           | 2 aprile 2014      | 28 settembre 2014 |
| 52 | Stranieri in una strana terra - prima parte   | Strangers in a Strange Land: Part 1        | 19 aprile 2014     | 28 settembre 2014 |
| 53 | Stranieri in una strana terra - seconda parte | Strangers in a Strange Land: Part 2        | 19 aprile 2014     | 29 settembre 2014 |
| 54 | Lo spirito maligno                            | Bamboo Surprise                            | 19 aprile 2014     | 29 settembre 2014 |
| 55 | Nel labirinto di ghiaccio                     | Licence to Sail                            | 19 aprile 2014     | 29 settembre 2014 |
| 56 | Spettacolo Divino                             | Loki the Trickster God                     | 26 aprile 2014     | 29 settembre 2014 |
| 57 | Le disavventure di Ivar Gambadilegno          | Use Your Loaf                              | 19 aprile 2014     | 30 settembre 2014 |
| 58 | La principessa Badoura                        | Princess Badoura                           | 26 aprile 2014     | 30 settembre 2014 |
| 59 | Mondo capovolto                               | Topsy Turvy                                | 12 marzo 2014      | 30 settembre 2014 |
| 60 | Il Kraken                                     | The Kraken                                 | 3 maggio 2014      | 30 settembre 2014 |
| 61 | L'unione fa la forza                          | Stronger Together                          | 10 maggio 2014     | 1º ottobre 2014   |
| 62 | La torcia olimpica                            | The Olympic Games                          | 3 maggio 2014      | 1º ottobre 2014   |
| 63 | Un compleanno movimentato                     | Oops a Daisy                               | 17 maggio 2014     | 1º ottobre 2014   |
| 64 | Mucca express                                 | Cow Express                                | 24 maggio 2014     | 1º ottobre 2014   |
| 65 | La casa sull'albero                           | The Tree House                             | 31 maggio 2014     | 2 ottobre 2014    |
| 66 | La spada magica                               | Up the River                               | 20 aprile 2014     | 2 ottobre 2014    |
| 67 | Tirfing, la spada magica                      | The Invincible Sword                       | 20 aprile 2014     | 2 ottobre 2014    |
| 68 | La spada invincibile                          | Back to Flake                              | 20 aprile 2014     | 2 ottobre 2014    |
| 69 | La raccolta di funghi                         | Mushroom Picking                           | 31 maggio 2014     | 3 ottobre 2014    |
| 70 | Gilby il pirata                               | Gilby the Pirate                           | 7 giugno 2014      | 3 ottobre 2014    |
| 71 | Lo scettro del re                             | Mistaken Eye-dentity                       | 7 giugno 2014      | 3 ottobre 2014    |
| 72 | Moby Vick                                     | Moby Vic                                   | 17 maggio 2014     | 3 ottobre 2014    |
| 73 | Il codice del mare                            | It's Not What You Sink                     | 10 maggio 2014     | 5 ottobre 2014    |
| 74 | La torta ai fiori di mirto                    | For the Love of Cake                       | 14 giugno 2014     | 5 ottobre 2014    |
| 75 | Bernard l'orso acrobata                       | Being a Leprechaun                         | 14 giugno 2014     | 5 ottobre 2014    |
| 76 | L'isola della tranquillità                    | Summer Residence                           | 21 giugno 2014     | 5 ottobre 2014    |
| 77 | Nonno Olaf                                    | Grandpa Olaf                               | 24 maggio 2014     | 6 ottobre 2014    |
| 78 | Attenti all'orso!                             | Who Let the Bear In                        | 21 giugno 2014     | 6 ottobre 2014    |